# 데이비드 엘렙슨
데이비드 엘렙슨(David Ellefson, 1964년 11월 12일)은 미국 헤비메탈 밴드 메가데스의 베이시스트이다.